# Kägleholms herrgård
Kägleholms herrgård uppfördes i början av 1800-talet i reveterat trä på ön Kägleholm i sjön Väringen belägen norr om Kägleholms slott, åt den dåvarande godsägaren.
Huvudbyggnaden nedbrann 1939 och ersattes då av en ny byggnad av sten och betong som uppfördes 1940–41.